# Henny Eman
Jan Hendrik Albert "Henny" Eman (Aruba, 20 maart 1948 – aldaar, 6 januari 2025) was een AVP-politicus en de eerste premier van Aruba, van 1 januari 1986 tot 9 februari 1989. Daarna was hij nog tweemaal premier tussen 29 juli 1994 en 30 oktober 2001. Hij was de broer van Mike Eman, die tussen 31 oktober 2009 en 16 november 2017 premier van Aruba was, en vanaf 28 maart 2025 weer premier is.

## Leven
Zijn grootvader, ook Henny Eman, was de stichter van de christendemocratische partij, de Arubaanse Volkspartij (AVP), en wordt beschouwd als de grondlegger van de moderne Arubaanse politiek. Ook zijn vader, Shon A Eman, was voorman van de AVP en groot pleitbezorger van een aparte status voor Aruba binnen het Koninkrijk der Nederlanden.
Eman kwam al op vroege leeftijd naar Nederland. In Leiden ging hij rechten studeren. Na de plotselinge dood van zijn vader in 1967 moest hij zelf voor het inkomen van zijn familie zorgen. Onder andere exploiteerde hij in Leiden het café 'het Keizertje' en begon hij met enkele vrienden een zeefdrukkerij, 'Emco Productions' (Emans en Co).
In 1977 onderbrak hij zijn studie om de AVP van een wisse dood te redden. Dit bepaalde zijn verdere politieke lot. In 1978 behaalde hij zijn meestertitel aan de Universiteit Leiden met een scriptie over historische en juridische aspecten van de Status Aparte voor Aruba.
Henny Eman overleed op 6 januari 2025 op 76 jarige leeftijd.

## Politieke carrière
Henny Eman werd informateur en later formateur na de verkiezingen van 1985, 1993 en 1994. Dit resulteerde in de kabinetten Henny Eman I, Henny Eman II en Henny Eman III. In zijn laatste ambtstermijn gaf hij onder meer met succes leiding aan de invoering van de algemene ziektekostenverzekering (AZV) op Aruba. Aruba was daarmee het eerste land binnen het Koninkrijk der Nederlanden met een zorgverzekering voor alle ingezetenen.
Vanaf 2002 liep op Aruba een gerechtelijk onderzoek naar Eman wegens omvangrijke fraude in de zogeheten Fondo-corruptiezaak, (Fondo Desaroyo Nobo (FDN)). Er volgde een strafvervolging, maar in maart 2008 werd hij vrijgesproken. Het OM ging aanvankelijk in hoger beroep maar besloot het uiteindelijk in te trekken.
Eman kreeg de onderscheiding van ridder in de Orde van de Nederlandse Leeuw (1990).

## Trivia

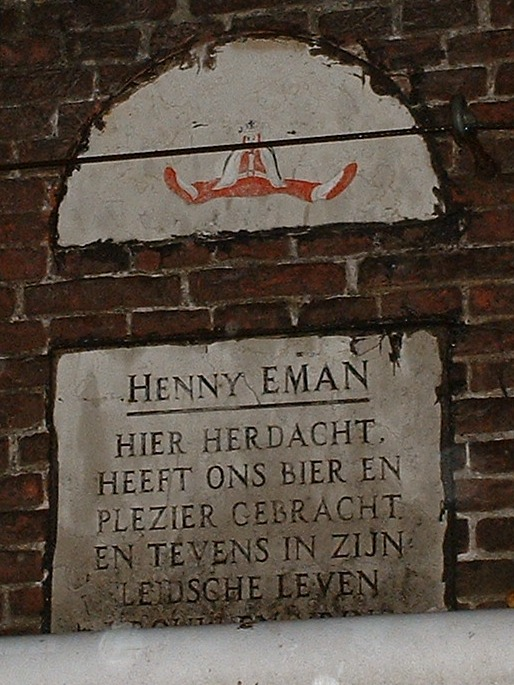
gedenksteen in de gevel van café "Het Keizertje" te Leiden

In het café 'Het Keizertje', aan de Kaiserstraat in Leiden, herinnert nog een gevelsteen aan hem:

Henny Eman

hier herdacht

heeft ons bier en

plezier gebracht

en tevens in zijn

Leidsche leven

vrouw en vriend

iets meegegeven
Henny Eman · 
Nelson Oduber · 
Mike Eman · 
Evelyn Wever-Croes ·